# Domaniwka
Domaniwka (ukrainisch Доманівка; russisch Доманёвка Domanjowka) ist eine Siedlung städtischen Typs in der südlichen Ukraine im Nordwesten der Oblast Mykolajiw mit etwa 6100 Einwohnern (2016). Der Ort war bis Juli 2020 das administrative Zentrum des gleichnamigen Rajons Domaniwka.

## Geographie
Domaniwka liegt 130 km nordwestlich vom Oblastzentrum Mykolajiw am Fluss Tschortala (Чортала), ein 37 km langer, rechter Nebenfluss des Südlichen Bugs. Die nächstgelegene Stadt ist Juschnoukrajinsk 43 km nordöstlich der Siedlung und der nächste Bahnhof befindet sich in Wosnessensk, 45 km östlich des Ortes.

## Geschichte
Das Dorf wurde 1805 gegründet. Die Ortschaft wurde am 5. August 1941 von Truppen der Wehrmacht besetzt und am 28.
Von Dezember 1941 bis Februar 1942 wurden 18.000 Juden bei Massenexekutionen an Ort und Stelle ermordet. Sie werden von rumänischen Gendarmen, einheimischen Deutschen und Angehörigen ukrainischer Milizen begangen Im März 1944 wurde Domaniwka von Truppen der Roten Armee zurückerobert.
Seit 1956 hat Domaniwka den Status einer Siedlung städtischen Typs.

## Verwaltungsgliederung
Am 8. September 2016 wurde die Siedlung zum Zentrum der neugegründeten Siedlungsgemeinde Domaniwka (ukrainisch Доманівська селищна громада/Domaniwska selyschtschna hromada), zu dieser zählten auch die 9 Dörfer Kasarynske, Kopani, Oleksandrodar, Petropawliwka, Sabary, Sbroschkowe, Syla, Tschortalka und Zaredariwka, bis dahin bildete sie zusammen mit den Dörfern Kasarynske, Sabary, Sbroschkowe und Tschortalka die gleichnamige Siedlungsratsgemeinde Domaniwka (Доманівська селищна рада/Domaniwska selyschtschna rada) im Zentrum des Rajons Domaniwka.
Am 12. Juni 2020 kamen noch weitere 21 in der untenstehenden Tabelle aufgelisteten Dörfer zum Gemeindegebiet.
Am 17. Juli 2020 kam es im Zuge einer großen Rajonsreform zum Anschluss des Rajonsgebietes an den Rajon Wosnessensk.
Folgende Orte sind neben dem Hauptort Domaniwka Teil der Gemeinde:
| Name                     | Name           | Name                                 |
| ukrainisch transkribiert | ukrainisch     | russisch                             |
| ------------------------ | -------------- | ------------------------------------ |
| Antoniwka                | Антонівка      | Антоновка (Antonowka)                |
| Bohdaniwske              | Богданівське   | Богдановское (Bogdanowskoje)         |
| Dowschanka               | Довжанка       | Должанка (Dolschanka)                |
| Dowschenky               | Довженки       | Довженки (Dowschenki)                |
| Kasarynske               | Казаринське    | Казаринское (Kasarinskoje)           |
| Kopani                   | Копані         | Копани                               |
| Kopy                     | Копи           | Копы                                 |
| Koschtowe                | Коштове        | Коштовое (Koschtowoje)               |
| Kusnezowe                | Кузнецове      | Кузнецово (Kusnezowo)                |
| Maryniwka                | Маринівка      | Мариновка (Marinowka)                |
| Nowolikarske             | Новолікарське  | Новолекарское (Nowolekarskoje)       |
| Nowoseliwka              | Новоселівка    | Новосёловка (Nowosjolowka)           |
| Oleksandriwka            | Олександрівка  | Александровка (Aleksandrowka)        |
| Oleksandrodar            | Олександродар  | Александродар (Aleksandrodar)        |
| Petropawliwka            | Петропавлівка  | Петропавловка (Petropawlowka)        |
| Sabary                   | Забари         | Забары                               |
| Sbroschkowe              | Зброшкове      | Зброшково (Sbroschkowo)              |
| Schewtschenko            | Шевченко       | Шевченко                             |
| Schtschaslywka           | Щасливка       | Счастливка (Stschastliwka)           |
| Schyroki Krynyzi         | Широкі Криниці | Широкие Криницы (Schirokije Krinizy) |
| Selenyj Haj              | Зелений Гай    | Зелёный Гай (Seljony Gai)            |
| Selenyj Jar              | Зелений Яр     | Зелёный Яр (Seljony Jar)             |
| Syla                     | Сила           | Сила (Sila)                          |
| Trudoljubiwka            | Трудолюбівка   | Трудолюбовка (Trudoljubowka)         |
| Tschortalka              | Чорталка       | Черталка (Tschertalka)               |
| Wiktoriwka               | Вікторівка     | Викторовка (Wiktorowka)              |
| Wolodymyriwka            | Володимирівка  | Владимировка (Wladimirowka)          |
| Wolodymyriwka            | Володимирівка  | Владимировка (Wladimirowka)          |
| Wolja                    | Воля           | Воля                                 |
| Zaredariwka              | Царедарівка    | Царедаровка (Zaredarowka)            |

## Bevölkerungsentwicklung
| 1896  | 1959  | 1970  | 1979  | 1989  | 2001  | 2016  |
| ----- | ----- | ----- | ----- | ----- | ----- | ----- |
| 1.489 | 5.151 | 5.395 | 6.719 | 7.149 | 6.769 | 6.147 |

Quelle: 1896
ab 1959